# العلاقات الأسترالية البيروية
العلاقات الأسترالية البيروفية هي العلاقات الثنائية التي تجمع بين أستراليا وبيرو.

## مقارنة بين البلدين
هذه مقارنة عامة ومرجعية للدولتين:
| وجه المقارنة                                              | أستراليا                                   | بيرو                                   |
| --------------------------------------------------------- | ------------------------------------------ | -------------------------------------- |
| المساحة (كم2)                                             | 7.69 مليون                                 | 1.29 مليون                             |
| عدد السكان (نسمة)                                         | 24.51 مليون                                | 32.16 مليون                            |
| الكثافة السكانية (ن./كم²)                                 | 3.19                                       | 24.93                                  |
| العاصمة                                                   | كانبرا، ملبورن                             | ليما                                   |
| اللغة الرسمية                                             | لغة إنجليزية                               | اللغة الإسبانية، اللغة الأيمرية، كتشوا |
| العملة                                                    | دولار أسترالي، جنيه إسترليني، جنيه أسترالي | سول بيروفي جديد                        |
| الناتج المحلي الإجمالي (بليون دولار)                      | 1.32 تريليون                               | 211.39 مليار                           |
| الناتج المحلي الإجمالي (تعادل القوة الشرائية) بليون دولار | 1.10 تريليون                               | 393.13 مليار                           |
| الناتج المحلي الإجمالي الاسمي للفرد دولار أمريكي          | 56.31 ألف                                  | 6.03 ألف                               |
| الناتج المحلي الإجمالي للفرد دولار أمريكي                 | 45.92 ألف                                  | 11.99 ألف                              |
| مؤشر التنمية البشرية                                      | 0.939                                      | 0.740                                  |
| رمز المكالمات الدولي                                      | +61                                        | +51                                    |
| رمز الإنترنت                                              | .au                                        | .pe                                    |
| المنطقة الزمنية                                           |                                            | توقيت بيرو، 00                         |

## منظمات دولية مشتركة
يشترك البلدان في عضوية مجموعة من المنظمات الدولية، منها:
| علم المنظمة | اسم المنظمة                                      | تاريخ انضمام أستراليا | تاريخ انضمام بيرو |
| ----------- | ------------------------------------------------ | --------------------- | ----------------- |
|             | المنظمة الهيدروغرافية الدولية                    | ?                     | ?                 |
|             | الاتحاد البريدي العالمي                          | ?                     | ?                 |
|             | يونسكو                                           | 4 نوفمبر 1946         | 21 نوفمبر 1946    |
|             | البنك الدولي للإنشاء والتعمير                    | 5 أغسطس 1947          | 31 ديسمبر 1945    |
|             | منظمة التجارة العالمية                           | ?                     | ?                 |
|             | وكالة ضمان الاستثمار متعدد الأطراف               | 10 فبراير 1999        | 2 ديسمبر 1991     |
|             | الاتحاد الدولي للاتصالات                         | 27 مايو 1878          | 12 يوليو 1915     |
|             | منظمة الشرطة الجنائية الدولية                    | ?                     | ?                 |
|             | مؤسسة التمويل الدولية                            | 20 يوليو 1956         | 20 يوليو 1956     |
|             | الأمم المتحدة                                    | 1 نوفمبر 1945         | 31 أكتوبر 1945    |
|             | منتدى التعاون الاقتصادي لدول آسيا والمحيط الهادئ | 6 نوفمبر 1989         | 14 نوفمبر 1998    |
|             | مؤسسة التنمية الدولية                            | 24 سبتمبر 1960        | 30 أغسطس 1961     |
|             | الفريق المعني برصد الأرض                         | ?                     | ?                 |
|             | منظمة حظر الأسلحة الكيميائية                     | ?                     | ?                 |
|             | المركز الدولي لتسوية المنازعات الاستشارية        | 1 يونيو 1991          | 8 سبتمبر 1993     |

## أعلام
هذه قائمة لبعض الشخصيات التي تربطها علاقات بالبلدين:
- اندرو دورانتي (لاعب كرة قدم أسترالي، 3 مايو 1982[27] – )
- ناتالي كيلي (ممثلة أسترالية، 3 مارس 1985[28][29] – )

## وصلات خارجية
- موقع وزارة الخارجية الأسترالية
- موقع وزارة الخارجية البيروفية